# Helmuth Möhring
Helmuth Möhring (* 11. März 1922 in Brockhöfe; † 21. Juni 2006 in Lüneburg) war ein deutscher Politiker (SPD) und Mundartschriftsteller. 1969 wurde er Mitglied des Bundestages.

## Leben und Beruf
Helmuth Möhring wurde am 11. März 1922 als Sohn eines Bäckers in Brockhöfe im Kreis Uelzen geboren. Nach der an einer Mittelschule erworbenen Mittleren Reife leistete er seit 1939 Reichsarbeitsdienst, nahm als Berufssoldat (Berufsoffizier und Reserveoffiziersanwärter) der Infanterie und der Gebirgsjäger am Zweiten Weltkrieg teil und geriet 1945 in Gefangenschaft. Im Anschluss absolvierte er ab 1945 er eine Bäckerlehre im väterlichen Betrieb, die er 1948 mit der Gesellenprüfung abschloss. Von 1948 bis 1955 arbeitete er als Bäckergeselle. Außerdem war er in der Nachkriegszeit als Korrespondent für die Landeszeitung für die Lüneburger Heide tätig.
Nach der Remilitarisierung der Bundesrepublik setzte Möhring seine militärische Laufbahn als Reserveoffizier bei der Bundeswehr fort, zuletzt als Oberst der Reserve. Er engagierte sich seit 1966 im Verband der Reservisten der Deutschen Bundeswehr (VdRBw), war von 1978 bis 1986 Vizepräsident und von 1986 bis 1987 Präsident des Verbandes. Anschließend wurde er dessen Ehrenpräsident. Von 1988 bis 1992 war er auch Vizepräsident der Deutschen Atlantischen Gesellschaft.
Möhring schloss sich der ÖTV an, war Mitbegründer der Arbeiterwohlfahrt in Uelzen und von 1980 bis 1990 Vorsitzender des AWO-Kreisverbandes Lüneburg/Lüchow-Dannenberg. Weiterhin setzte er sich für die Förderung der plattdeutschen Sprache ein, verfasste mehrere Bücher als Herausgeber und wurde im Sommer 2001 vom Lüneburger Oberbürgermeister Ulrich Mädge zum ersten Plattdeutsch-Beauftragten der Stadt ernannt. Er starb am 21. Juni 2006 in Lüneburg.
Helmuth Möhring war verheiratet und hatte zwei Söhne.

## Politik
Möhring trat 1946 in die Sozialdemokratische Partei Deutschlands (SPD) ein, war von 1946 bis 1952 Ratsmitglied und ab 1948 Bürgermeister der Gemeinde Brockhöfe. Von 1955 bis 1969 war er Geschäftsführer des SPD-Unterbezirks Lüneburg-Harburg.
Bei der Bundestagswahl 1969 wurde er in den Deutschen Bundestag gewählt, dem er zunächst bis 1983 angehörte. Am 8. Juli 1986 rückte er für den ausgeschiedenen Abgeordneten Gerhard Schröder in den Bundestag nach, dem er dann bis 1987 angehörte. Möhring, der stets über die Landesliste Niedersachsen ins Parlament einzog, war Mitglied des Verteidigungsausschusses sowie Kontaktabgeordneter zur Westeuropäischen Union, zum Europaparlament und zum Europarat. Ferner war er Mitglied der Parlamentarischen Versammlung der NATO.

## Ehrungen
- Bundesverdienstkreuz I. Klasse, 1972
- Kommandeurkreuz des Ordens vom Finnischen Löwen, 1979
- Großes Bundesverdienstkreuz, 1981
- Ehrenkreuz der Bundeswehr in Gold
- Ehrenmedaille der Stadt Paris
- Ehrennadel des Landkreises Lüneburg
- Marie-Juchacz-Plakette der Arbeiterwohlfahrt

## Veröffentlichungen
- Entstehungsgeschichte der Hannoverschen Evangelisch-Lutherischen Freikirche. In plattdeutscher Sprache. Groß Oesingen 1997.
- Die St.-Thomas-Gemeinde Lüneburg (SELK) im Wandel der Zeit. Ein Zeugnis kirchlicher Unabhängigkeit von 1927 bis 2000. Groß Oesingen 2002.